# Discestra major
Discestra major är en fjärilsart som beskrevs av Adolph Speyer 1875. Discestra major ingår i släktet Discestra och familjen nattflyn. Inga underarter finns listade i Catalogue of Life.